# Chrysallida brattstroemi
Chrysallida brattstroemi é uma espécie de molusco pertencente à família Pyramidellidae.
A autoridade científica da espécie é Warén, tendo sido descrita no ano de 1991.
Trata-se de uma espécie presente no território português, incluindo a zona económica exclusiva.